# 4637 Odorico
A 4637 Odorico (ideiglenes jelöléssel 1989 CT) a Naprendszer kisbolygóövében található aszteroida. Baur, J. M. fedezte fel 1989. február 8-án.